# Vancouver Fraserview—Burnaby-Sud
Circonscription électorale fédérale du Canada
Vancouver Fraserview—Burnaby-Sud ((en) Vancouver Fraserview—South Burnaby) est une circonscription électorale fédérale canadienne de la Colombie-Britannique située dans la région métropolitaine de Vancouver au sud-ouest de la province. Elle contient une partie du sud de la ville de Vancouver, notamment le quartier Victoria–Fraserview (en), et une partie de la ville de Burnaby. 
Elle est créée en 2023 de la partie est de l'ancienne circonscription de Vancouver-Sud et de la partie sud de l'ancienne circonscription de Burnaby-Sud, ainsi que d'une petite partie de l'ancienne circonscription de New Westminster—Burnaby. 
Les circonscriptions limitrophes sont : 
- au nord : Vancouver Kingsway et Burnaby Central
- à l'est : New Westminster—Burnaby—Maillardville
- au sud : Richmond-Est—Steveston
- à l'ouest : Vancouver Granville[5].

## Députés
| Législature                                                                                     | Années        | Député | Député           | Parti   |
| ----------------------------------------------------------------------------------------------- | ------------- | ------ | ---------------- | ------- |
| Vancouver Fraserview—Burnaby-Sud issue de Vancouver-Sud, Burnaby-Sud et New Westminster—Burnaby |               |        |                  |         |
| 45e                                                                                             | 2025–en cours |        | Gregor Robertson | Libéral |

## Résultats électoraux
Modèle:Élection générale canadienne de 2025 — Vancouver Fraserview—Burnaby-Sud